# Доброгост Остророг (каштелян каменський)
Доброгост Остророг гербу гербу Наленч (пол. Dobrogost Ostroróg; бл. 1410 — бл. 1478) — польський магнат, політичний та військовий діяч часів Польського королівства. Засновник гілки Остроруг-Львувські.

## Життєпис
Походив з польського шляхетського роду Остроругів. Третій син Сендзівуя Остроруга. Народився близько 1410 року. Спочаткуотримавдомашню освіту. 1427 року поступив до Краківської академії. 1432 року разом з батьком та братами підписав акт вірності Владиславу, синові короля Владислава II. Оженився 1438 року.
1440 року брав участь в поході Владислава III за угорською короною. 1441 року отримав каштелянство каменське, але вперше застосував в написанні до свого прізвища 1443 року (мабуть через тривале офіційне затвердження). 1444 року входив до посольстаа, що вело в Едірне перемовини з османським султаном Мурадом II. 1445 року допомагався братові Станіславу у Великій Польщі. 1448 року брав участь до Великого князівства Московського, де сприяв 1449 року укладанню мирного договору між Казимиром IV і Василем II.
1453 року був делегатом на сеймі в Пйотрокуві. Брав участь у Тринадцятирічній війні з Тевтонським орденом. 1466 року був одним з підписантів-завірителів Другого Торунського миру. Слідом за цим отримав у власність Львувек. Звідси він та його нащадки стали зватися Острогами-Львувекськими. 1468 року отримав каштелянство гнензненське. Невдовзі після цього став власником староства остшешувського.
1475 року брав участь у перемовинах щодо укладання шлюбу між Софією, донькою короля Казимира IV, та Фрідріхом I, маркграфом Бранденбург-Ансбах. Остання згадка відноситься до 1478 року.

## Родина
Дружина — Анна з Нове Място-над-Вартою
Діти:
- Доброгост (1435—1507/1508), каштелян Познані